# Frederik V. Petersen
Frederik Valdemar Petersen (født 4. maj 1868 i København, død 14. juli 1950) var en dansk embedsmand, der fra 1. april 1919 til 31. maj 1938 var departementschef i Statsministeriet.
Frederik V. Petersen, der var søn af etatsråd C.P. Petersen (død 1911), blev student fra Metropolitanskolen i 1887 og tog juridisk embedseksamen fra Københavns Universitet i 1893. Han begyndte samme år som sagførerfuldmægtig, men skiftede i 1903 til centraladministrationen og var blandt andet fuldmægtig og kontorchef i Ministeriet for offentlige Arbejder inden han i 1915 blev generalsekretær ved Statsbanerne. Fra 1919 til 1938 var han departementschef i Statsministeriet og fungerede også som statsrådssekretær.
Han var fra 1919 til 1939 næstformand for Lønningsrådet. Han blev i 1934 direktør for Wilmemine-Stiftelsen. Fra 1936 til 1945 var han formand for Overfredningsnævnet og fra 1937 til 1940 formand for Strandfredningskommissionen. Han var medlem af Stednavneudvalget fra 1919 til 1939 og medudgiver af Hof- og Statskalenderen fra 1933 til 1939.
Han var kommandør af 1. grad af Dannebrog, dannebrogsmand og var desuden tildelt Storkorset af Den Islandske Falkeorden.
Frederik V. Petersen blev i 1900 gift med Ellen Bache, som døde i 1921. Han giftede sig anden gang med Christiane Habelien i 1922.